# Sort delfin
Sort delfin (Cephalorhynchus eutropia), også kaldet chilensk delfin, er en lille, sjælden delfin, der forekommer i kolde, lavvandede områder ud for Chiles kyst i Sydamerika. Den er tæt bygget ligesom de øvrige arter i slægten Cephalorhynchus. Halefinnen er karakteristisk stor og rund med konkav bagkant. Kroppen er mørkegrå med hvid bug og hvide læber. Den bliver efter døden hurtig sort, deraf navnet "sort delfin". Bestanden menes at være på nogle få tusind dyr.